# 大白眼塘
大白眼塘是一个位于中国湖北省鄂州市华容区庙岭镇的一个湖泊，原属梧桐湖大堤的其中一处名为“白眼塘”的堤段，2020年被划定并列入《鄂州市湖泊保护名录》进行整治管理，面积约为1平方千米，其保护区面积约为3.02平方千米，保护范围线总长11.1千米。